# Rezolucja Rady Bezpieczeństwa ONZ nr 1860
Rezolucja Rady Bezpieczeństwa ONZ 1860, przyjęta w dniu 8 stycznia 2009 roku, po przypominieniu rezolucji 242 (1967), 338 (1973) 1397 (2002) 1515 (2003) i 1850 (2008) w sprawie konfliktu izraelsko-palestyńskiego, Rada wezwała do natychmiastowego zawieszenia broni w Strefie Gazy, po 13 dniach walk między Izraelem a Hamasem. Ostatecznie uchwała była nieudana, tak Izrael i Hamas zignorowały ją i nie przerwały walki
.

## Głosowanie
Uchwała została przyjęta 14 głosami i jednym wstrzymującym się. Wstrzymująca się sekretarz stanu USA, Condoleezza Rice powiedziała, że USA chce najpierw zobaczyć wynik egipskich wysiłków pokojowych. Później ujawniono, że wstrzymanie się od głosu było decyzją prezydenta USA George’a W. Busha. Premier Izraela Ehud Olmert powiedział, że Bush dział pod wpływem w jego rad.